# Жокер
Вижте пояснителната страница за други значения на Жокер.
Жокер е специална карта за игра, която се среща в съвременните комплекти карти. Обикновено в едно тесте има по 2 карти жокер. В някои варианти на игри като Покер, Война, 3-5-8 и др. жокерът е най-силната карта.
- Има и игра на карти с наименование „Жокер“, в която играчите трябва да направят комбинация от 42 точки, за да свалят картите си.

## Име
Смята се, че терминът „Жокер“ идва от немското Jucker, или това е оригиналното немско изписване на Юкър. Картата оригинално е въведена около 1860 г.  за игри, в които да се използва като най-висок коз.
Изображението датира от 80-те на 19 век , като представлява клоун (заради асоциация с названието joker [джоукър] – шегаджия, шегобиец, веселяк, който си прави шеги (jokes)).